# Копитњак
Копитњак (коњско копито, копитник, омиљник, лесковњача, тамњанче), лат. Asarum europaeum, је веома варијабилна врста вишегодишње зељасте биљке из породице вучјих јабука (Aristolochiaceae).

## Опис биљке
Корен је по типу жиличаст.
Стабло је зељасто, вишегодишње и расте из пузећег, кртог, чланковитог ризома. Стабљике су кратке, усправне са длачицама. 
Листови су прости, на стаблу их обично има два, бубрежастог облика. Лисне дршке дугачке и длакаве. Лиске глатке, слабо кожасте, ретко када длакаве. На горњој страни су сјајне, тамнозелене, на доњој доњој прљавољубичасте. Лисна нерватура мрежаста. Листови презимљују.
Цветови су ситни, појављују се појединачно између два листа на врху стабљике. Звонастог су облика и актиноморфни. Перијант је споља зеленкаст, а унутра смеђецрвен, најчешће са три ушиљена режња. Има 12 слободних прашника распоређених у два круга. Цвета од марта до маја.
Плод је чахура са шест окаца, неправилно се отвара. На семену се налази арилус.

## Размножавање
Копитњак често опрашују пужеви (малакофилија). Пужеви имају лепљиво стопало и прелазећи преко цветова, полен се лепи за њега и на тај начин преноси до другог цвета. Након опрашивања и оплођења, ствара се плод и семе. Копитњак је мирмекохорна биљка, што значи да њено семе разносе мрави.

## Станиште
Претежно расте у мезофилним шумама од низија до субалпског појаса. Веома је чест у шуми храста китњака, граба, брдској буковој шуми, у мешовитој шуми букве и јеле, као и у шумама бора, молике и мунике. Тип земљишта који му одговара је растресито, плодно, алкално, неутрално или слабо кисело.

## Ареал
Распрострањен је у Европи (чест је и у Србији), јужној Русији, западном Сибиру, као и у Малој и средњој Азији.

## Употреба
Корен и ризом копитњака имају лековита својства. Сви делови копитњака имају оштар укус. Осим што је лековита, ова врста је и отровна.

## Галерија
- листови
- хабитус биљке
- цветни дијаграм копитњака